# 이수원 (1955년)

이수원(李秀元, 1955년 1월 22일 ~ 강원특별자치도 화천)은 대한민국의 공무원이다. 본관은 벽진(碧珍).

## 학력
- 1973년 : 춘천고등학교 졸업
- 1980년 : 고려대학교 경영학 학사
- 1990년 : 사이타마대학교 대학원 정책과학 석사

## 경력
- 제23회 행정고등고시 합격
- 경제기획원 정책조정국 근무
- 경제기획원 물가정책국 근무
- 경제기획원 예산실 근무
- 재정경제원 경제홍보기획단장
- UN본부 경제사회국 경제컨설턴트
- 기획예산처 장관 비서관
- 기획예산처 예산실 기금제도과장
- 기획예산처 기획예산담당관
- 기획예산처 기획총괄과장
- 기획예산처 산업재정기획단장
- 영국 옥스퍼드대학교 방문연구원
- 기획예산처 재정운용실 예산총괄국장
- 기획재정부 재정업무관리관
- 청와대 비상경제상활실장
- 특허청장
- 2015.12 : 아시아올림픽평의회 재정위원

## 수상
- 1994년 : 대통령 표창
- 2006년 : 홍조근정훈장

| 전임 고정식 | 제21대 특허청장 2010년 5월 1일 ~ 2012년 4월 26일 | 후임 김호원 |